# Цотадзе Ліана Шотаївна
Цотадзе Ліана Шотаївна (7 червня 1961) — радянська стрибунка у воду.
Бронзова медалістка Олімпійських Ігор 1980 року.